# Akrotatos
Akrotatos ist ein griechischer, männlicher Vorname.

## Herkunft und Bedeutung
Der Name leitet sich von altgriechisch Ἀκρότατος ‚der Höchste‘ ab.

## Varianten
- Latein: Acrotatus

## Bekannte Namensträger
- Akrotatos, ein Spartaner, der Sohn von Kleomenes II. (4. Jahrh. v. Chr.)
- Akrotatos, ein König von Sparta, regierte von 265 bis 262 v. Chr.